# Verein für Bewegungsspiele Lübeck von 1919 2022-2023
Questa voce raccoglie le informazioni riguardanti il Verein für Bewegungsspiele Lübeck von 1919 nelle competizioni ufficiali della stagione 2022-2023.

## Stagione
Nella stagione 2022-2023 il Lubecca, allenato da Lukas Pfeiffer, concluse il campionato di Regionalliga Nord al 1º posto e fu promosso in 3. Liga. In Coppa di Germania il Lubecca fu eliminato al secondo turno dal Magonza.

## Rosa
| N. |                      | Ruolo | Calciatore            |
| -- | -------------------- | ----- | --------------------- |
| 1  | Germania (bandiera)  | P     | Eric Gründemann       |
| 2  | Germania (bandiera)  | D     | Robin Kölle           |
| 3  | Germania (bandiera)  | D     | Jan Lippegaus         |
| 4  | Germania (bandiera)  | D     | Lasse Jetz            |
| 5  | Germania (bandiera)  | D     | Fawaz Kassimou        |
| 6  | Germania (bandiera)  | C     | Noah Plume            |
| 7  | Germania (bandiera)  | C     | Marius Hauptmann      |
| 8  | Germania (bandiera)  | C     | Florian Egerer        |
| 9  | Finlandia (bandiera) | A     | Kimmo Hovi            |
| 10 | Germania (bandiera)  | C     | Manuel Farrona-Pulido |
| 11 | Germania (bandiera)  | A     | Felix Drinkuth        |
| 13 | Germania (bandiera)  | D     | Marvin Thiel          |
| 17 | Germania (bandiera)  | D     | Tommy Grupe           |
| 19 | Germania (bandiera)  | P     | Florian Kirschke      |
| 20 | Croazia (bandiera)   | C     | Vjekoslav Taritaš     |

| N. |                      | Ruolo | Calciatore           |
| -- | -------------------- | ----- | -------------------- |
| 23 | Germania (bandiera)  | D     | Mattis Daube         |
| 24 | Germania (bandiera)  | C     | Morten Rüdiger       |
| 25 | Germania (bandiera)  | C     | Tarik Gözüsirin      |
| 29 | Germania (bandiera)  | A     | Mats Facklam         |
| 30 | Germania (bandiera)  | D     | Jannik Löhden        |
| 31 | Germania (bandiera)  | C     | Mirko Boland         |
| 32 | Germania (bandiera)  | P     | Christopher Barkmann |
| 33 | Germania (bandiera)  | D     | Niklas Kastenhofer   |
| 35 | Germania (bandiera)  | C     | Sven Freitag         |
| 36 | Germania (bandiera)  | C     | Emanuel Adou         |
| 37 | Germania (bandiera)  | D     | Janek Sternberg      |
| 38 | Germania (bandiera)  | A     | Keenon Erfurth       |
| 39 | Germania (bandiera)  | A     | Oskar von Esebeck    |
| 40 | Guatemala (bandiera) | P     | José Aguirre         |

## Organigramma societario
Area tecnica
- Allenatore: Lukas Pfeiffer
- Allenatore in seconda: Lars Hopp
- Preparatore dei portieri: Benjamin Loose

## Calciomercato

### Sessione estiva
| Acquisti | Acquisti              | Acquisti          | Acquisti |
| R.       | Nome                  | da                | Modalità |
| -------- | --------------------- | ----------------- | -------- |
| C        | Florian Egerer        | Meppen            |          |
| P        | Christopher Barkmann  | Lubecca II        |          |
| A        | Felix Drinkuth        | Carl Zeiss Jena   |          |
| A        | Mats Facklam          | Teutonia Ottensen |          |
| C        | Manuel Farrona-Pulido | Preußen Münster   |          |
| C        | Tarik Gözüsirin       | Lichtenberg 47    |          |
| C        | Marius Hauptmann      | Zwickau           |          |
| A        | Kimmo Hovi            | Viktoria Berlino  |          |
| D        | Fawaz Kassimou        | Amburgo II        |          |
| D        | Niklas Kastenhofer    | Hallescher        |          |
| P        | Florian Kirschke      | Weiche Flensburgo |          |
| D        | Jannik Löhden         | Fortuna Colonia   |          |
| C        | Noah Plume            | Havelse           |          |
| D        | Marvin Thiel          | Preußen Münster   |          |

| Cessioni | Cessioni           | Cessioni            | Cessioni |
| R.       | Nome               | a                   | Modalità |
| -------- | ------------------ | ------------------- | -------- |
| A        | Kaniwar Uzun       | TuS Bövinghausen    |          |
| A        | Samuel Abifade     | Meppen              |          |
| P        | José Aguirre       | Lubecca II          |          |
| C        | Belal Ahmadi       | TuRa Harksheide     |          |
| A        | Nathaniel Amamoo   | Berliner AK 07      |          |
| A        | Ben Bäßler         | Preußen 09 Reinfeld |          |
| D        | Calvin Brackelmann | Ingolstadt 04       |          |
| A        | Malek Fakhro       | Bocholt             |          |
| D        | Lasse Jetz         | Lubecca II          |          |
| D        | Fynn Kleeschätzky  | Hannover 96 II      |          |
| P        | Julius Schmid      | Monaco 1860         |          |
| C        | Mika Urbanski      | Lubecca II          |          |

## Risultati

### Regionalliga Nord
| Arbitro: | Oldhafer |

|            |           |           |
| Beleme 14’ | Marcatori | 78’ Daube |

| Arbitro: | Shurman |

|                                       |           |  |
| Gözüsirin 45’ Drinkuth 54’ Egerer 63’ | Marcatori |  |

| Arbitro: | Piotrowski |

|              |           |                                           |
| Goguadze 16’ | Marcatori | 27’ Grupe 67’ (rig.) Drinkuth 79’ Facklam |

| Arbitro: | Holst |

|                                             |           |              |
| Kölle 16’ Grupe 23’ Boland 48’ Drinkuth 60’ | Marcatori | 28’ Moustier |

| Hildesheim 21 agosto 2022, ore 15:00 CEST 5ª giornata | Hildesheim | 0 – 0 referto | Lubecca | Friedrich-Ebert-Stadion (1 670 spett.)\| Arbitro: \| Olle \| |
| Arbitro:                                              | Olle       |               |         |                                                              |

| Arbitro: | Scharf |

|                         |           |            |
| Facklam 6’ Drinkuth 13’ | Marcatori | 3’ Niehoff |

| Arbitro: | Rosenthal |

|  |           |                                                  |
|  | Marcatori | 7’ Boland 45’ Hauptmann 65’ Facklam 85’ Drinkuth |

| 3 settembre 2022 8ª giornata |  | – turno di riposo |  |  |

| Arbitro: | Herbers |

|                      |           |              |
| Grupe 52’ Löhden 61’ | Marcatori | 88’ Dietrich |

| Arbitro: | Kluge |

|          |           |            |
| Hovi 90’ | Marcatori | 18’ Roggow |

| Arbitro: | Steenken |

|  |           |               |
|  | Marcatori | 75’ Hauptmann |

| Arbitro: | Horn |

|                                 |           |               |
| Löhden 10’ Hovi 80’ Taritaš 90’ | Marcatori | 20’ Schindler |

| Arbitro: | Duschner |

|  |           |                              |
|  | Marcatori | 15’ Grupe 90’ Farrona-Pulido |

| Arbitro: | Wolff |

|                                                     |           |  |
| Drinkuth 41’ Grupe 52’ Farrona-Pulido 56’ Plume 73’ | Marcatori |  |

| Arbitro: | Schlüwe |

|           |           |  |
| Guder 48’ | Marcatori |  |

| Arbitro: | Pötter |

|                        |           |  |
| Gözüsirin 52’ Hovi 90’ | Marcatori |  |

| Arbitro: | Wienefeld |

|                              |           |                            |
| Hovi 9’ (rig.) Gözüsirin 90’ | Marcatori | 11’ Engelking 78’ Langfeld |

| Arbitro: | Daniel |

|                      |           |                                |
| Ghawilu 5’ Temin 39’ | Marcatori | 56’ Rüdiger 65’ Farrona-Pulido |

| Arbitro: | Rath |

|  |           |                 |
|  | Marcatori | 45’ Hildebrandt |

#### Girone di ritorno
| Arbitro: | Rose |

|                                 |           |             |
| Farrona-Pulido 44’ Drinkuth 83’ | Marcatori | 49’ Velasco |

| Arbitro: | Wolff |

|  |           |                                                                      |
|  | Marcatori | 34’ Thiel 45’ Hauptmann 50’ Egerer 60’ Drinkuth 80’ Taritaš 86’ Hovi |

| Arbitro: | Bahr |

|                                             |           |             |
| Hovi 22’ Boland 33’ Gözüsirin 46’ Daube 88’ | Marcatori | 52’ Muszong |

| Arbitro: | Holst |

|            |           |           |
| Stolze 15’ | Marcatori | 68’ Kölle |

| Arbitro: | Vardar |

|                               |           |             |
| Farrona-Pulido 10’ Löhden 43’ | Marcatori | 37’ Sonntag |

| Arbitro: | Piotrowski |

|             |           |                                               |
| Niehoff 28’ | Marcatori | 8’ Grupe 23’ Drinkuth 36’ Hauptmann 90’ Thiel |

| Arbitro: | Rath |

|                    |           |            |
| Farrona-Pulido 34’ | Marcatori | 77’ Hyseni |

| 5 marzo 2023 27ª giornata |  | – turno di riposo |  |  |

| Arbitro: | Weinkauf |

|                   |           |            |
| Eickhoff 30’, 63’ | Marcatori | 41’ Boland |

| Arbitro: | Nie-Hoegen |

|                     |           |            |
| Saad 54’ Roggow 81’ | Marcatori | 40’ Egerer |

| Arbitro: | Breetholt |

|          |           |  |
| Grupe 4’ | Marcatori |  |

| Arbitro: | Bahr |

|  |           |                                    |
|  | Marcatori | 40’ Löhden 70’ Boland 72’ Drinkuth |

| Arbitro: | Philipp |

|                         |           |                                    |
| Hauptmann 36’ Grupe 47’ | Marcatori | 4’ Ifeadigo 8’ Weidlich 77’ Coffie |

| Arbitro: | Kluge |

|  |           |                                                   |
|  | Marcatori | 52’ Hovi 58’ Drinkuth 70’ Hauptmann 77’ Gözüsirin |

| Arbitro: | Rosin |

|                         |           |  |
| Drinkuth 9’ Taritaš 90’ | Marcatori |  |

| Arbitro: | Wolff |

|  |           |           |
|  | Marcatori | 48’ Thiel |

| Arbitro: | Steenken |

|                                             |           |           |
| Langfeld 17’ Schleef 24’ (rig.) Kukanda 28’ | Marcatori | 12’ Grupe |

| Arbitro: | Höhns |

|              |           |  |
| Drinkuth 64’ | Marcatori |  |

| Arbitro: | Duschner |

|  |           |              |
|  | Marcatori | 90’ Drinkuth |

### Coppa di Germania
| Arbitro: | Aarnink |

|               |           |  |
| Gözüsirin 78’ | Marcatori |  |

| Arbitro: | Braun |

|  |           |                                    |
|  | Marcatori | 16’ Hack 43’ Ingvartsen 88’ Barkok |

## Statistiche

### Statistiche di squadra
| Competizione      | Punti | In casa | In casa | In casa | In casa | In casa | In casa | In trasferta | In trasferta | In trasferta | In trasferta | In trasferta | In trasferta | Totale | Totale | Totale | Totale | Totale | Totale | DR  |
| Competizione      | Punti | G       | V       | N       | P       | Gf      | Gs      | G            | V            | N            | P            | Gf           | Gs           | G      | V      | N      | P      | Gf     | Gs     | DR  |
| ----------------- | ----- | ------- | ------- | ------- | ------- | ------- | ------- | ------------ | ------------ | ------------ | ------------ | ------------ | ------------ | ------ | ------ | ------ | ------ | ------ | ------ | --- |
| Regionalliga      | 76    | 18      | 13      | 3       | 2       | 38      | 15      | 18           | 10           | 4            | 4            | 36           | 14           | 36     | 23     | 7      | 6      | 74     | 29     | +45 |
| Coppa di Germania | -     | 2       | 1       | 0       | 1       | 1       | 3       | 0            | 0            | 0            | 0            | 0            | 0            | 2      | 1      | 0      | 1      | 1      | 3      | -2  |
| Totale            | 76    | 20      | 14      | 3       | 3       | 39      | 18      | 18           | 10           | 4            | 4            | 36           | 14           | 38     | 24     | 7      | 7      | 75     | 32     | +43 |

### Andamento in campionato
| Giornata  | 1 | 2 | 3 | 4 | 5 | 6 | 7 | 8 | 9 | 10 | 11 | 12 | 13 | 14 | 15 | 16 | 17 | 18 | 19 | 20 | 21 | 22 | 23 | 24 | 25 | 26 | 27 | 28 | 29 | 30 | 31 | 32 | 33 | 34 | 35 | 36 | 37 | 38 |
| --------- | - | - | - | - | - | - | - | - | - | -- | -- | -- | -- | -- | -- | -- | -- | -- | -- | -- | -- | -- | -- | -- | -- | -- | -- | -- | -- | -- | -- | -- | -- | -- | -- | -- | -- | -- |
| Luogo     | T | C | T | C | T | C | T |   | C | C  | T  | C  | T  | C  | T  | C  | C  | T  | C  | C  | T  | C  | T  | C  | T  | C  |    | T  | T  | C  | T  | C  | T  | C  | T  | T  | C  | T  |
| Risultato | N | V | V | V | N | V | V |   | V | N  | V  | V  | V  | V  | P  | V  | N  | N  | P  | V  | V  | V  | N  | V  | V  | N  |    | P  | P  | V  | V  | P  | V  | V  | V  | P  | V  | V  |
| Posizione | 6 | 2 | 2 | 1 | 2 | 2 | 1 | 2 | 1 | 1  | 1  | 1  | 1  | 1  | 1  | 1  | 1  | 1  | 1  | 1  | 1  | 1  | 1  | 1  | 1  | 1  | 1  | 2  | 2  | 2  | 1  | 2  | 2  | 2  | 2  | 2  | 2  | 1  |

Legenda:

Luogo: C = Casa; T = Trasferta. Risultato: V = Vittoria; N = Pareggio; P = Sconfitta.

### Statistiche dei giocatori
| Giocatore         | Regionalliga Nord | Regionalliga Nord | Regionalliga Nord | Regionalliga Nord | Coppa di Germania | Coppa di Germania | Coppa di Germania | Coppa di Germania | Totale   | Totale | Totale      | Totale     |
| Giocatore         | Presenze          | Reti              | Ammonizioni       | Espulsioni        | Presenze          | Reti              | Ammonizioni       | Espulsioni        | Presenze | Reti   | Ammonizioni | Espulsioni |
| ----------------- | ----------------- | ----------------- | ----------------- | ----------------- | ----------------- | ----------------- | ----------------- | ----------------- | -------- | ------ | ----------- | ---------- |
| E. Adou           | 1                 | 0                 | 0                 | 0                 | 0                 | 0                 | 0                 | 0                 | 1        | 0      | 0           | 0          |
| J. Aguirre        | 0                 | 0                 | 0                 | 0                 | 0                 | 0                 | 0                 | 0                 | 0        | 0      | 0           | 0          |
| C. Barkmann       | 0                 | 0                 | 0                 | 0                 | 0                 | 0                 | 0                 | 0                 | 0        | 0      | 0           | 0          |
| M. Boland         | 35                | 5                 | 7                 | 0                 | 2                 | 0                 | 0                 | 0                 | 37       | 5      | 7           | 0          |
| M. Daube          | 32                | 2                 | 4                 | 0                 | 1                 | 0                 | 0                 | 0                 | 33       | 2      | 4           | 0          |
| F. Drinkuth       | 29                | 14                | 5                 | 0                 | 2                 | 0                 | 0                 | 0                 | 31       | 14     | 5           | 0          |
| F. Egerer         | 26                | 3                 | 3                 | 0                 | 2                 | 0                 | 0                 | 0                 | 28       | 3      | 3           | 0          |
| K. Erfurth        | 1                 | 0                 | 0                 | 0                 | 0                 | 0                 | 0                 | 0                 | 1        | 0      | 0           | 0          |
| M. Facklam        | 13                | 3                 | 0                 | 0                 | 1                 | 0                 | 0                 | 0                 | 14       | 3      | 0           | 0          |
| M. Farrona-Pulido | 27                | 6                 | 5                 | 0                 | 2                 | 0                 | 0                 | 0                 | 29       | 6      | 5           | 0          |
| S. Freitag        | 0                 | 0                 | 0                 | 0                 | 0                 | 0                 | 0                 | 0                 | 0        | 0      | 0           | 0          |
| T. Grupe          | 35                | 9                 | 4                 | 0                 | 2                 | 0                 | 1                 | 0                 | 37       | 9      | 5           | 0          |
| E. Gründemann     | 3                 | 0                 | 0                 | 0                 | 0                 | 0                 | 0                 | 0                 | 3        | 0      | 0           | 0          |
| T. Gözüsirin      | 33                | 5                 | 2                 | 0                 | 2                 | 1                 | 0                 | 0                 | 35       | 6      | 2           | 0          |
| M. Hauptmann      | 34                | 6                 | 1                 | 0                 | 2                 | 0                 | 1                 | 0                 | 36       | 6      | 2           | 0          |
| K. Hovi           | 28                | 7                 | 0                 | 0                 | 1                 | 0                 | 0                 | 0                 | 29       | 7      | 0           | 0          |
| L. Jetz           | 0                 | 0                 | 0                 | 0                 | 0                 | 0                 | 0                 | 0                 | 0        | 0      | 0           | 0          |
| F. Kassimou       | 3                 | 0                 | 0                 | 0                 | 0                 | 0                 | 0                 | 0                 | 3        | 0      | 0           | 0          |
| N. Kastenhofer    | 17                | 0                 | 0                 | 0                 | 1                 | 0                 | 0                 | 0                 | 18       | 0      | 0           | 0          |
| F. Kirschke       | 33                | 0                 | 1                 | 0                 | 2                 | 0                 | 0                 | 0                 | 35       | 0      | 1           | 0          |
| R. Kölle          | 34                | 2                 | 5                 | 0                 | 2                 | 0                 | 0                 | 0                 | 36       | 2      | 5           | 0          |
| J. Lippegaus      | 15                | 0                 | 0                 | 0                 | 0                 | 0                 | 0                 | 0                 | 15       | 0      | 0           | 0          |
| J. Löhden         | 34                | 4                 | 11                | 0                 | 2                 | 0                 | 0                 | 0                 | 36       | 4      | 11          | 0          |
| N. Plume          | 31                | 1                 | 5                 | 1                 | 1                 | 0                 | 0                 | 0                 | 32       | 1      | 5           | 1          |
| M. Rüdiger        | 29                | 1                 | 5                 | 0                 | 2                 | 0                 | 0                 | 0                 | 31       | 1      | 5           | 0          |
| J. Sternberg      | 15                | 0                 | 3                 | 0                 | 0                 | 0                 | 0                 | 0                 | 15       | 0      | 3           | 0          |
| V. Taritaš        | 27                | 3                 | 1                 | 0                 | 2                 | 0                 | 0                 | 0                 | 29       | 3      | 1           | 0          |
| M. Thiel          | 29                | 3                 | 2                 | 1                 | 2                 | 0                 | 0                 | 0                 | 31       | 3      | 2           | 1          |
| O. von Esebeck    | 1                 | 0                 | 0                 | 0                 | 0                 | 0                 | 0                 | 0                 | 1        | 0      | 0           | 0          |